# 1779
Portal Geschichte | Portal Biografien | Aktuelle Ereignisse | Jahreskalender | Tagesartikel

◄ |
17. Jahrhundert |
18. Jahrhundert
| 19. Jahrhundert | ►

◄ |
1740er |
1750er |
1760er |
1770er
| 1780er | 1790er | 1800er | ►

◄◄ |
◄ |
1775 |
1776 |
1777 |
1778 |
1779
| 1780 | 1781 | 1782 | 1783 | ► | ►►
Staatsoberhäupter  · Nekrolog   · Musikjahr
| Januar | Januar | Januar | Januar | Januar | Januar | Januar | Januar |
| Kw     | Mo     | Di     | Mi     | Do     | Fr     | Sa     | So     |
| ------ | ------ | ------ | ------ | ------ | ------ | ------ | ------ |
| 53     |        |        |        |        | 1      | 2      | 3      |
| 1      | 4      | 5      | 6      | 7      | 8      | 9      | 10     |
| 2      | 11     | 12     | 13     | 14     | 15     | 16     | 17     |
| 3      | 18     | 19     | 20     | 21     | 22     | 23     | 24     |
| 4      | 25     | 26     | 27     | 28     | 29     | 30     | 31     |

| Februar | Februar | Februar | Februar | Februar | Februar | Februar | Februar |
| Kw      | Mo      | Di      | Mi      | Do      | Fr      | Sa      | So      |
| ------- | ------- | ------- | ------- | ------- | ------- | ------- | ------- |
| 5       | 1       | 2       | 3       | 4       | 5       | 6       | 7       |
| 6       | 8       | 9       | 10      | 11      | 12      | 13      | 14      |
| 7       | 15      | 16      | 17      | 18      | 19      | 20      | 21      |
| 8       | 22      | 23      | 24      | 25      | 26      | 27      | 28      |

| März | März | März | März | März | März | März | März |
| Kw   | Mo   | Di   | Mi   | Do   | Fr   | Sa   | So   |
| ---- | ---- | ---- | ---- | ---- | ---- | ---- | ---- |
| 9    | 1    | 2    | 3    | 4    | 5    | 6    | 7    |
| 10   | 8    | 9    | 10   | 11   | 12   | 13   | 14   |
| 11   | 15   | 16   | 17   | 18   | 19   | 20   | 21   |
| 12   | 22   | 23   | 24   | 25   | 26   | 27   | 28   |
| 13   | 29   | 30   | 31   |      |      |      |      |

| April | April | April | April | April | April | April | April |
| Kw    | Mo    | Di    | Mi    | Do    | Fr    | Sa    | So    |
| ----- | ----- | ----- | ----- | ----- | ----- | ----- | ----- |
| 13    |       |       |       | 1     | 2     | 3     | 4     |
| 14    | 5     | 6     | 7     | 8     | 9     | 10    | 11    |
| 15    | 12    | 13    | 14    | 15    | 16    | 17    | 18    |
| 16    | 19    | 20    | 21    | 22    | 23    | 24    | 25    |
| 17    | 26    | 27    | 28    | 29    | 30    |       |       |

| Mai | Mai | Mai | Mai | Mai | Mai | Mai | Mai |
| Kw  | Mo  | Di  | Mi  | Do  | Fr  | Sa  | So  |
| --- | --- | --- | --- | --- | --- | --- | --- |
| 17  |     |     |     |     |     | 1   | 2   |
| 18  | 3   | 4   | 5   | 6   | 7   | 8   | 9   |
| 19  | 10  | 11  | 12  | 13  | 14  | 15  | 16  |
| 20  | 17  | 18  | 19  | 20  | 21  | 22  | 23  |
| 21  | 24  | 25  | 26  | 27  | 28  | 29  | 30  |
| 22  | 31  |     |     |     |     |     |     |

| Juni | Juni | Juni | Juni | Juni | Juni | Juni | Juni |
| Kw   | Mo   | Di   | Mi   | Do   | Fr   | Sa   | So   |
| ---- | ---- | ---- | ---- | ---- | ---- | ---- | ---- |
| 22   |      | 1    | 2    | 3    | 4    | 5    | 6    |
| 23   | 7    | 8    | 9    | 10   | 11   | 12   | 13   |
| 24   | 14   | 15   | 16   | 17   | 18   | 19   | 20   |
| 25   | 21   | 22   | 23   | 24   | 25   | 26   | 27   |
| 26   | 28   | 29   | 30   |      |      |      |      |

| Juli | Juli | Juli | Juli | Juli | Juli | Juli | Juli |
| Kw   | Mo   | Di   | Mi   | Do   | Fr   | Sa   | So   |
| ---- | ---- | ---- | ---- | ---- | ---- | ---- | ---- |
| 26   |      |      |      | 1    | 2    | 3    | 4    |
| 27   | 5    | 6    | 7    | 8    | 9    | 10   | 11   |
| 28   | 12   | 13   | 14   | 15   | 16   | 17   | 18   |
| 29   | 19   | 20   | 21   | 22   | 23   | 24   | 25   |
| 30   | 26   | 27   | 28   | 29   | 30   | 31   |      |

| August | August | August | August | August | August | August | August |
| Kw     | Mo     | Di     | Mi     | Do     | Fr     | Sa     | So     |
| ------ | ------ | ------ | ------ | ------ | ------ | ------ | ------ |
| 30     |        |        |        |        |        |        | 1      |
| 31     | 2      | 3      | 4      | 5      | 6      | 7      | 8      |
| 32     | 9      | 10     | 11     | 12     | 13     | 14     | 15     |
| 33     | 16     | 17     | 18     | 19     | 20     | 21     | 22     |
| 34     | 23     | 24     | 25     | 26     | 27     | 28     | 29     |
| 35     | 30     | 31     |        |        |        |        |        |

| September | September | September | September | September | September | September | September |
| Kw        | Mo        | Di        | Mi        | Do        | Fr        | Sa        | So        |
| --------- | --------- | --------- | --------- | --------- | --------- | --------- | --------- |
| 35        |           |           | 1         | 2         | 3         | 4         | 5         |
| 36        | 6         | 7         | 8         | 9         | 10        | 11        | 12        |
| 37        | 13        | 14        | 15        | 16        | 17        | 18        | 19        |
| 38        | 20        | 21        | 22        | 23        | 24        | 25        | 26        |
| 39        | 27        | 28        | 29        | 30        |           |           |           |

| Oktober | Oktober | Oktober | Oktober | Oktober | Oktober | Oktober | Oktober |
| Kw      | Mo      | Di      | Mi      | Do      | Fr      | Sa      | So      |
| ------- | ------- | ------- | ------- | ------- | ------- | ------- | ------- |
| 39      |         |         |         |         | 1       | 2       | 3       |
| 40      | 4       | 5       | 6       | 7       | 8       | 9       | 10      |
| 41      | 11      | 12      | 13      | 14      | 15      | 16      | 17      |
| 42      | 18      | 19      | 20      | 21      | 22      | 23      | 24      |
| 43      | 25      | 26      | 27      | 28      | 29      | 30      | 31      |

| November | November | November | November | November | November | November | November |
| Kw       | Mo       | Di       | Mi       | Do       | Fr       | Sa       | So       |
| -------- | -------- | -------- | -------- | -------- | -------- | -------- | -------- |
| 44       | 1        | 2        | 3        | 4        | 5        | 6        | 7        |
| 45       | 8        | 9        | 10       | 11       | 12       | 13       | 14       |
| 46       | 15       | 16       | 17       | 18       | 19       | 20       | 21       |
| 47       | 22       | 23       | 24       | 25       | 26       | 27       | 28       |
| 48       | 29       | 30       |          |          |          |          |          |

| Dezember | Dezember | Dezember | Dezember | Dezember | Dezember | Dezember | Dezember |
| Kw       | Mo       | Di       | Mi       | Do       | Fr       | Sa       | So       |
| -------- | -------- | -------- | -------- | -------- | -------- | -------- | -------- |
| 48       |          |          | 1        | 2        | 3        | 4        | 5        |
| 49       | 6        | 7        | 8        | 9        | 10       | 11       | 12       |
| 50       | 13       | 14       | 15       | 16       | 17       | 18       | 19       |
| 51       | 20       | 21       | 22       | 23       | 24       | 25       | 26       |
| 52       | 27       | 28       | 29       | 30       | 31       |          |          |

| Januar | Januar | Januar | Januar | Januar | Januar | Januar | Januar |
| Kw     | Mo     | Di     | Mi     | Do     | Fr     | Sa     | So     |
| ------ | ------ | ------ | ------ | ------ | ------ | ------ | ------ |
| 53     |        |        |        |        | 1      | 2      | 3      |
| 1      | 4      | 5      | 6      | 7      | 8      | 9      | 10     |
| 2      | 11     | 12     | 13     | 14     | 15     | 16     | 17     |
| 3      | 18     | 19     | 20     | 21     | 22     | 23     | 24     |
| 4      | 25     | 26     | 27     | 28     | 29     | 30     | 31     |

| Februar | Februar | Februar | Februar | Februar | Februar | Februar | Februar |
| Kw      | Mo      | Di      | Mi      | Do      | Fr      | Sa      | So      |
| ------- | ------- | ------- | ------- | ------- | ------- | ------- | ------- |
| 5       | 1       | 2       | 3       | 4       | 5       | 6       | 7       |
| 6       | 8       | 9       | 10      | 11      | 12      | 13      | 14      |
| 7       | 15      | 16      | 17      | 18      | 19      | 20      | 21      |
| 8       | 22      | 23      | 24      | 25      | 26      | 27      | 28      |

| März | März | März | März | März | März | März | März |
| Kw   | Mo   | Di   | Mi   | Do   | Fr   | Sa   | So   |
| ---- | ---- | ---- | ---- | ---- | ---- | ---- | ---- |
| 9    | 1    | 2    | 3    | 4    | 5    | 6    | 7    |
| 10   | 8    | 9    | 10   | 11   | 12   | 13   | 14   |
| 11   | 15   | 16   | 17   | 18   | 19   | 20   | 21   |
| 12   | 22   | 23   | 24   | 25   | 26   | 27   | 28   |
| 13   | 29   | 30   | 31   |      |      |      |      |

| April | April | April | April | April | April | April | April |
| Kw    | Mo    | Di    | Mi    | Do    | Fr    | Sa    | So    |
| ----- | ----- | ----- | ----- | ----- | ----- | ----- | ----- |
| 13    |       |       |       | 1     | 2     | 3     | 4     |
| 14    | 5     | 6     | 7     | 8     | 9     | 10    | 11    |
| 15    | 12    | 13    | 14    | 15    | 16    | 17    | 18    |
| 16    | 19    | 20    | 21    | 22    | 23    | 24    | 25    |
| 17    | 26    | 27    | 28    | 29    | 30    |       |       |

| Mai | Mai | Mai | Mai | Mai | Mai | Mai | Mai |
| Kw  | Mo  | Di  | Mi  | Do  | Fr  | Sa  | So  |
| --- | --- | --- | --- | --- | --- | --- | --- |
| 17  |     |     |     |     |     | 1   | 2   |
| 18  | 3   | 4   | 5   | 6   | 7   | 8   | 9   |
| 19  | 10  | 11  | 12  | 13  | 14  | 15  | 16  |
| 20  | 17  | 18  | 19  | 20  | 21  | 22  | 23  |
| 21  | 24  | 25  | 26  | 27  | 28  | 29  | 30  |
| 22  | 31  |     |     |     |     |     |     |

| Juni | Juni | Juni | Juni | Juni | Juni | Juni | Juni |
| Kw   | Mo   | Di   | Mi   | Do   | Fr   | Sa   | So   |
| ---- | ---- | ---- | ---- | ---- | ---- | ---- | ---- |
| 22   |      | 1    | 2    | 3    | 4    | 5    | 6    |
| 23   | 7    | 8    | 9    | 10   | 11   | 12   | 13   |
| 24   | 14   | 15   | 16   | 17   | 18   | 19   | 20   |
| 25   | 21   | 22   | 23   | 24   | 25   | 26   | 27   |
| 26   | 28   | 29   | 30   |      |      |      |      |

| Juli | Juli | Juli | Juli | Juli | Juli | Juli | Juli |
| Kw   | Mo   | Di   | Mi   | Do   | Fr   | Sa   | So   |
| ---- | ---- | ---- | ---- | ---- | ---- | ---- | ---- |
| 26   |      |      |      | 1    | 2    | 3    | 4    |
| 27   | 5    | 6    | 7    | 8    | 9    | 10   | 11   |
| 28   | 12   | 13   | 14   | 15   | 16   | 17   | 18   |
| 29   | 19   | 20   | 21   | 22   | 23   | 24   | 25   |
| 30   | 26   | 27   | 28   | 29   | 30   | 31   |      |

| August | August | August | August | August | August | August | August |
| Kw     | Mo     | Di     | Mi     | Do     | Fr     | Sa     | So     |
| ------ | ------ | ------ | ------ | ------ | ------ | ------ | ------ |
| 30     |        |        |        |        |        |        | 1      |
| 31     | 2      | 3      | 4      | 5      | 6      | 7      | 8      |
| 32     | 9      | 10     | 11     | 12     | 13     | 14     | 15     |
| 33     | 16     | 17     | 18     | 19     | 20     | 21     | 22     |
| 34     | 23     | 24     | 25     | 26     | 27     | 28     | 29     |
| 35     | 30     | 31     |        |        |        |        |        |

| September | September | September | September | September | September | September | September |
| Kw        | Mo        | Di        | Mi        | Do        | Fr        | Sa        | So        |
| --------- | --------- | --------- | --------- | --------- | --------- | --------- | --------- |
| 35        |           |           | 1         | 2         | 3         | 4         | 5         |
| 36        | 6         | 7         | 8         | 9         | 10        | 11        | 12        |
| 37        | 13        | 14        | 15        | 16        | 17        | 18        | 19        |
| 38        | 20        | 21        | 22        | 23        | 24        | 25        | 26        |
| 39        | 27        | 28        | 29        | 30        |           |           |           |

| Oktober | Oktober | Oktober | Oktober | Oktober | Oktober | Oktober | Oktober |
| Kw      | Mo      | Di      | Mi      | Do      | Fr      | Sa      | So      |
| ------- | ------- | ------- | ------- | ------- | ------- | ------- | ------- |
| 39      |         |         |         |         | 1       | 2       | 3       |
| 40      | 4       | 5       | 6       | 7       | 8       | 9       | 10      |
| 41      | 11      | 12      | 13      | 14      | 15      | 16      | 17      |
| 42      | 18      | 19      | 20      | 21      | 22      | 23      | 24      |
| 43      | 25      | 26      | 27      | 28      | 29      | 30      | 31      |

| November | November | November | November | November | November | November | November |
| Kw       | Mo       | Di       | Mi       | Do       | Fr       | Sa       | So       |
| -------- | -------- | -------- | -------- | -------- | -------- | -------- | -------- |
| 44       | 1        | 2        | 3        | 4        | 5        | 6        | 7        |
| 45       | 8        | 9        | 10       | 11       | 12       | 13       | 14       |
| 46       | 15       | 16       | 17       | 18       | 19       | 20       | 21       |
| 47       | 22       | 23       | 24       | 25       | 26       | 27       | 28       |
| 48       | 29       | 30       |          |          |          |          |          |

| Dezember | Dezember | Dezember | Dezember | Dezember | Dezember | Dezember | Dezember |
| Kw       | Mo       | Di       | Mi       | Do       | Fr       | Sa       | So       |
| -------- | -------- | -------- | -------- | -------- | -------- | -------- | -------- |
| 48       |          |          | 1        | 2        | 3        | 4        | 5        |
| 49       | 6        | 7        | 8        | 9        | 10       | 11       | 12       |
| 50       | 13       | 14       | 15       | 16       | 17       | 18       | 19       |
| 51       | 20       | 21       | 22       | 23       | 24       | 25       | 26       |
| 52       | 27       | 28       | 29       | 30       | 31       |          |          |

## Ereignisse

### Politik und Weltgeschehen
- 14. Februar: James Cook wird auf seiner dritten Weltumrundung von Einheimischen auf den Sandwich-Inseln getötet, als er mit seinen Leuten versucht, den König als Geisel zu nehmen.
- 21. März: Intervention Russlands auf der Halbinsel Krim.
- 13. Mai: Im Frieden von Teschen wird zwischen Preußen und Österreich der Bayerische Erbfolgekrieg beigelegt.

Karte der Schlacht von Grenada

- 06. Juli: Die Seeschlacht von Grenada im Amerikanischen Unabhängigkeitskrieg endet zwischen Großbritannien und Frankreich unentschieden.
- 11. September: Rede des preußischen Königs Friedrich II., des Großen, zur Gleichheit aller Untertanen in Küstrin
- 15. September: Rivalitäten zwischen spanischen Siedlern und Briten auf der Halbinsel Yucatán führen durch einen spanischen Angriff zur Zerstörung der britischen Holzfäller-Siedlung Belize Town. Doch geben die Briten die Region, das spätere Britisch-Honduras, nicht entmutigt auf und besiedeln den Ort neu.
- Spanien greift auf Seiten der Amerikaner in den amerikanischen Unabhängigkeitskrieg ein.

### Wirtschaft
- Charlotte von Hezel beginnt mit der Herausgabe ihres Wochenblatts für’s schöne Geschlecht, das in Ilmenau erscheint. Sie ist damit die erste Frau, die eine Zeitschrift herausgibt. Hezel behandelt in der Zeitschrift nicht nur Themen wie Mode und Hauswirtschaft, sondern will zur Frauenbildung beitragen und veröffentlicht Texte über Kunstgeschichte und Literatur, über Medizin und andere naturwissenschaftliche Beiträge. Im gleichen Jahr bringt die Hamburgerin Ernestine Hofmann anonym das Blatt Für Hamburgs Töchter heraus.

### Wissenschaft und Technik
Im Januar 1779 versuchten zwei preußische Spione, auf dem Gelände der Fabrik von James Watt die Funktionsweise der Dampfmaschine auszuspionieren.

#### Architektur

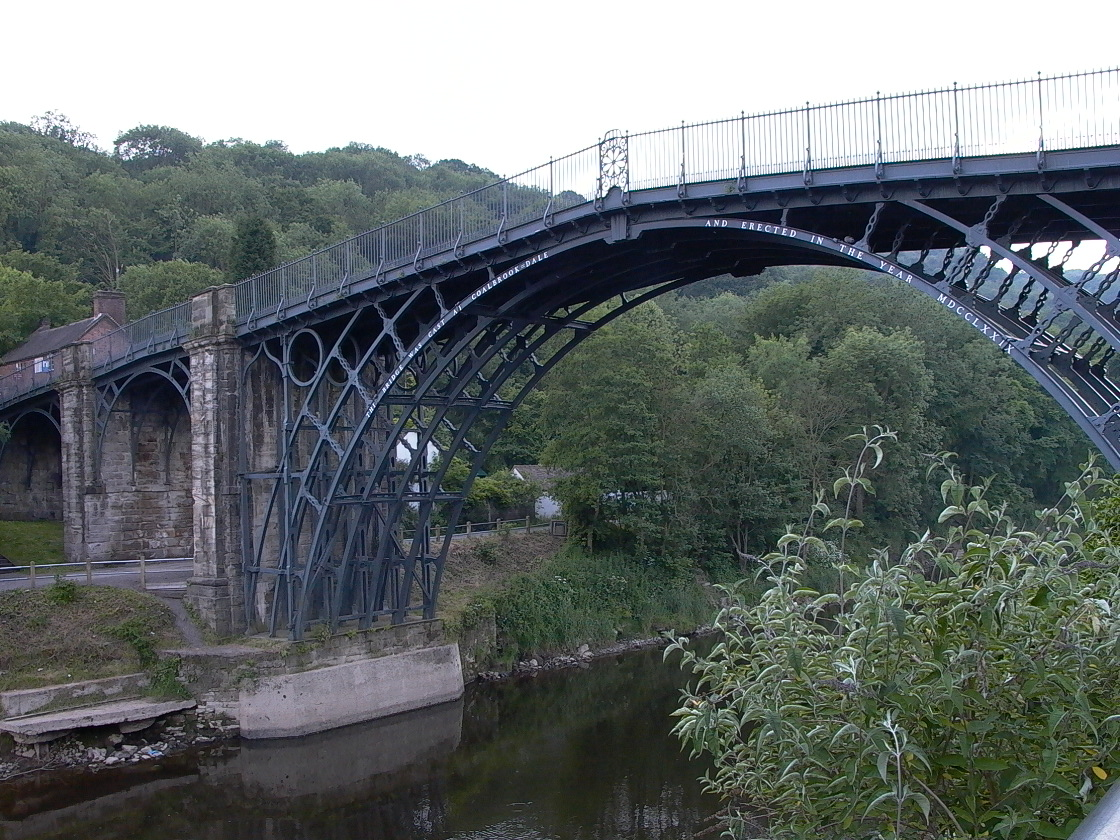
Gusseisenbrücke über den Severn

- 02. Juli: Der erste Bogen der Iron Bridge, der weltweit ersten aus Gusseisen konstruierten Bogenbrücke, überspannt einen Fluss, den britischen Severn.

#### Astronomie
- 23. März: Der britische Astronom Edward Pigott sieht als erster Mensch die Blackeye-Galaxie im Sternbild Haar der Berenike.
- 11. April: Johann Gottfried Köhler findet im Virgo-Galaxienhaufen die Galaxien Messier 59 und Messier 60.
- 15. April: Charles Messier entdeckt im Sternbild Jungfrau eine Galaxie, die er in seinem Verzeichnis als Nummer 58 aufnimmt.

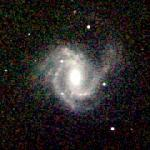
Galaxie Messier 61

- 05. Mai: Der italienische Astronom Barnaba Oriani entdeckt im Sternbild Jungfrau die Galaxie mit dem späteren Namen Messier 61.
- 14. Juni: Der französische Astronom Pierre Méchain spürt im Sternbild Jagdhunde die als Messier 63 registrierte Galaxie auf.

#### Lehre und Forschung
- Einrichtung des ersten deutschen Lehrstuhls für Pädagogik, eingenommen durch Ernst Christian Trapp an der Universität Halle.
- Das Lyceum Fridericianum in Kassel wird gegründet.

### Kultur

#### Architektur und Bildende Kunst

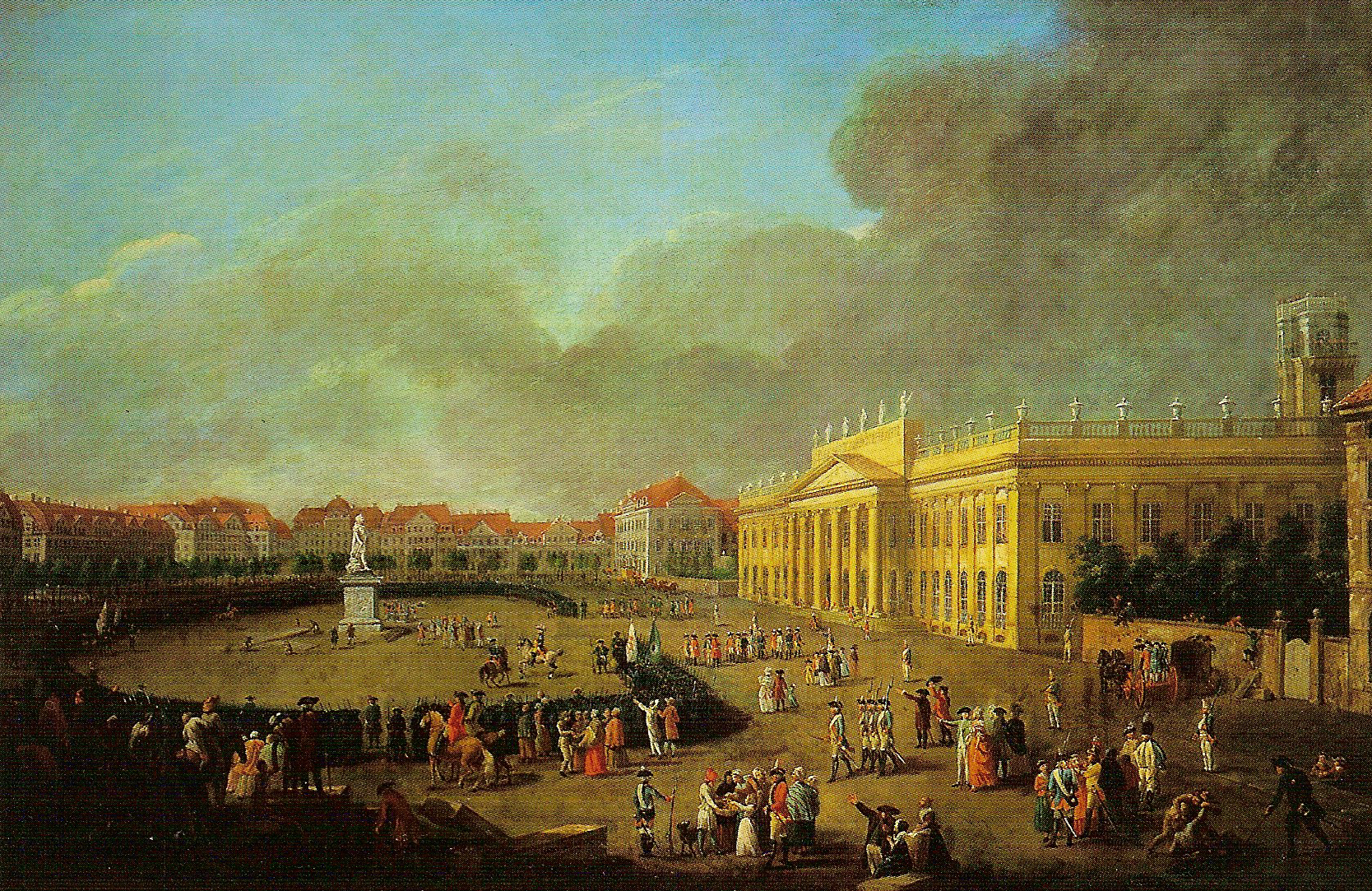
Das Fridericianum auf einem Gemälde von Johann Heinrich Tischbein dem Älteren

- Der Bau des Fridericianums in Kassel als erstes öffentliches Museum auf dem europäischen Kontinent wird fertiggestellt. Es nimmt unter anderem die 1580 gegründete hessische Landesbibliothek auf.

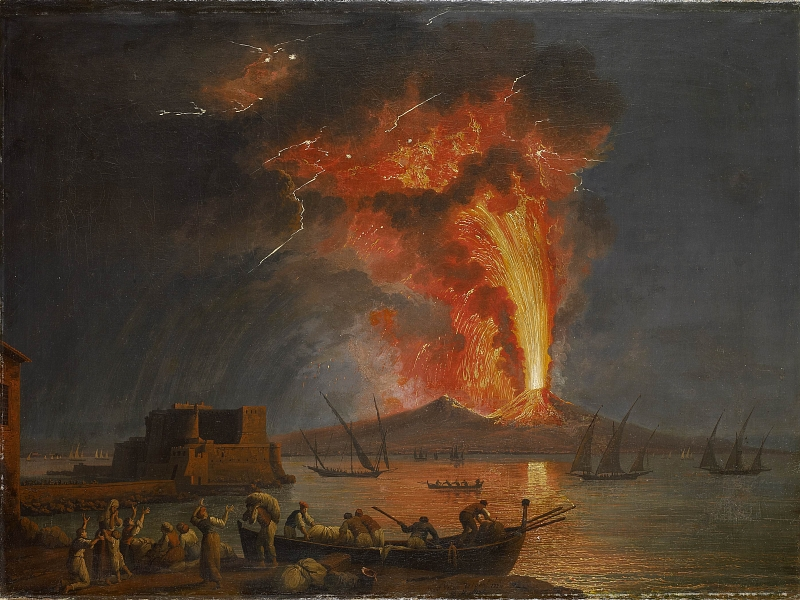
Ausbruch des Vesuvs 1779, Jacob Philipp Hackert

#### Literatur

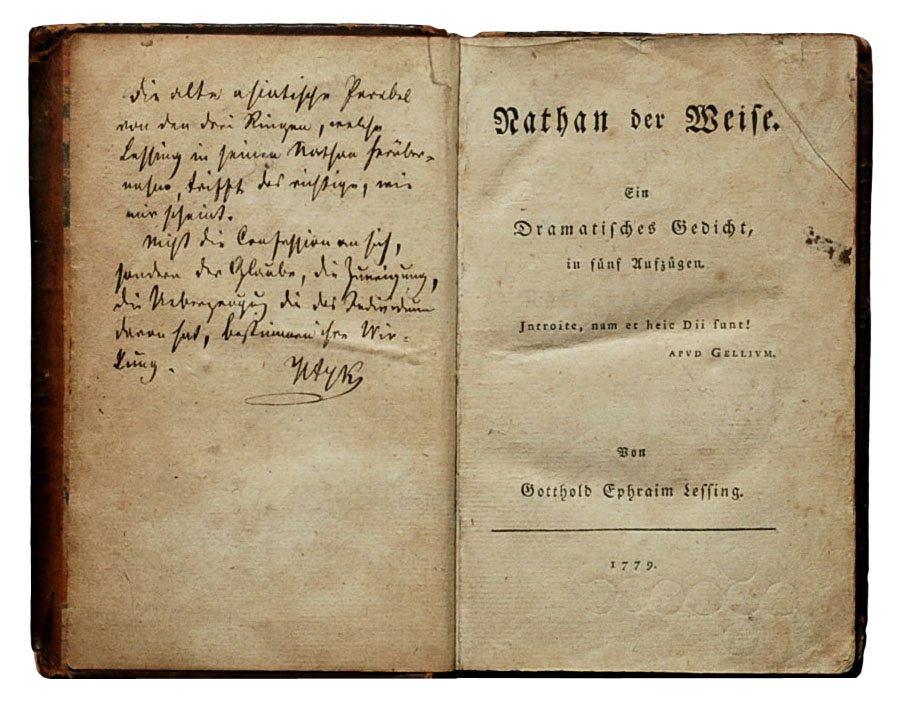
Erstdruck von Nathan der Weise

#### Musik und Theater
- 17. Januar: Die komische Oper Das Grab des Mufti oder Die beiden (zwei) Geizigen von Johann Adam Hiller hat ihre Uraufführung.
- 14. Februar: Die Uraufführung der Oper Gli astrologi immaginari (Die eingebildeten Astrologen) von Giovanni Paisiello findet in Sankt Petersburg statt.
- 23. März: Wolfgang Amadeus Mozart vollendet die vermutlich für die Osterfeierlichkeiten am 4. April im Salzburger Dom geschriebene Messe, die Jahre später unter dem Namen Krönungsmesse Bekanntheit erlangt.
- 06. April: Die Prosafassung des Bühnenstücks Iphigenie auf Tauris von Johann Wolfgang von Goethe wird am herzoglichen Privattheater in Weimar uraufgeführt.
- 25. April: Die Uraufführung der Oper La vera costanza (Der flatterhafte Liebhaber) von Joseph Haydn erfolgt in Esterház.
- 18. Mai: Die Oper Iphigénie en Tauride von Christoph Willibald Gluck hat ihre Uraufführung an der Pariser Oper.
- 20. September: Uraufführung des Melodrams Pygmalion von Georg Benda in Gotha
- 06. Dezember: Die Uraufführung der Oper L’isola disabitata (Die unbewohnte Insel) von Joseph Haydn erfolgt in Esterház.
- Wolfgang Amadeus Mozart beginnt mit der Arbeit an dem Singspiel Zaide, das jedoch unvollendet bleibt. Erst 1866 erfolgt die Uraufführung des Fragments.

### Religion
- 18. August: Das Bistum Chambéry wird gegründet.
- 10. Oktober: Die von Stadtbaumeister Johann Andreas Liebhardt neu erbaute spätbarocke Johanniskirche in Frankfurt am Main wird geweiht. Sie hat als erstes Gebäude der Stadt einen Blitzableiter.
- 07. November: Die neue Seiffener Kirche wird geweiht.

## Geboren

### Erstes Quartal
- 02. Januar: Gerhard Friederich, deutscher evangelisch-lutherischer Pfarrer und Schriftsteller († 1862)
- 04. Januar: Robert Henry Goldsborough, US-amerikanischer Politiker († 1836)
- 04. Januar: Alexander von der Mark, illegitimer Sohn König Friedrich Wilhelms II. von Preußen († 1787)
- 05. Januar: Stephen Decatur junior, US-amerikanischer Marineoffizier († 1820)
- 05. Januar: Zebulon Pike, US-amerikanischer Offizier und Entdecker († 1813)
- 13. Januar: William Badger, US-amerikanischer Politiker († 1852)
- 14. Januar: Joseph Kent, US-amerikanischer Politiker († 1837)
- 15. Januar: Jean Coralli, französischer Tänzer und Choreograph († 1854)
- 17. Januar: Maria Christina von Neapel-Sizilien, Königin von Sardinien-Piemont († 1849)
- 18. Januar: Peter Mark Roget, englischer Arzt und Lexikograph († 1869)
- 23. Januar: Isaac C. Bates, US-amerikanischer Politiker († 1845)
- 24. Januar: Elisabeth Alexejewna, badische Prinzessin († 1826)
- 27. Januar: Franz Philipp Aull, deutscher Politiker († 1850)
- 05. Februar: François (Frans) Van Campenhout, belgischer Opernsänger, Dirigent und Komponist († 1848)
- 09. Februar: Anne-Françoise-Hippolyte Boutet, besser bekannt als Mademoiselle Mars, französische Schauspielerin († 1847)
- 14. Februar: Nathaniel Pearce, britischer Abenteurer, Afrikareisender und Reiseschriftsteller († 1820)
- 20. Februar: Augustus Wall Callcott, britischer Maler († 1844)

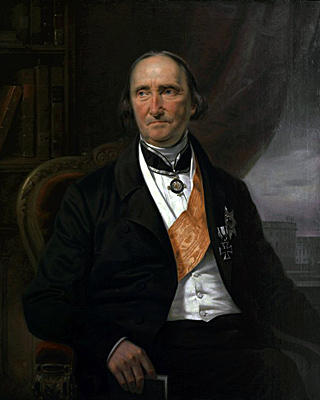
Friedrich Carl von Savigny

- 21. Februar: Friedrich Carl von Savigny, deutscher Rechtsgelehrter († 1861)
- 22. Februar: Joachim Nicolas Eggert, schwedischer Komponist und Dirigent († 1813)
- 23. Februar: Johann Kaspar Aiblinger, deutscher Komponist und Kapellmeister († 1867)
- 24. Februar: Johann Ernst Hoyos-Sprinzenstein, österreichischer Hofbeamter, Grundbesitzer und Militär († 1849)
- 02. März: Johann Albrecht Friedrich von Eichhorn, preußischer Staatsmann, Kultusminister. († 1856)
- 06. März: Antoine-Henri Jomini, Schweizer Militärtheoretiker und General († 1869)
- 09. März: Johann Melchior Schuler, Schweizer evangelischer Geistlicher und Heimatforscher († 1859)
- 10. März: Frances Trollope, britische Schriftstellerin († 1863)
- 11. März: Philipp August Friedrich, Landgraf von Hessen-Homburg († 1846)
- 15. März: William Lamb, 2. Viscount Melbourne, britischer Innen- und Premierminister († 1848)
- 18. März: Rudolf Emanuel Stierlin, Schweizer evangelischer Geistlicher und Heimatforscher († 1866)
- 20. März: Friedrich Georg Christian von Wichmann, deutscher Offizier und Prinzenerzieher († 1861)
- 21. März: Alexis de Garaudé, französischer Musikpädagoge und Komponist († 1852)
- 28. März: Josephine Brunsvik, ungarische Adlige und zentrale Frauengestalt im Leben Ludwig van Beethovens († 1821)
- 29. März: Christian Heinrich Zeller, deutscher Pädagoge und Kirchenliederdichter pietistischer Richtung († 1860)
- 31. März: Georg Lankensperger, bayrischer Erfinder der Achsschenkellenkung († 1847)

### Zweites Quartal
- 11. April: Burkhard Wilhelm Seiler, deutscher Mediziner († 1843)
- 20. April: Gottlob August Krille, deutscher Komponist und Kreuzkantor († 1813)
- 04. Mai: John Adam, britischer interimistischer Generalgouverneur († 1825)
- 07. Mai: Johann Georg Florschütz, deutscher evangelischer Geistlicher († 1849)
- 08. Mai: Konstantin Pawlowitsch Romanow, Großfürst von Russland († 1831)
- 12. Mai: Giambattista Torricelli, Schweizer römisch-katholischer Geistlicher und Schriftsteller († 1848)
- 13. Mai: Jakob Ludwig Salomon Bartholdy, preußischer Diplomat († 1825)
- 15. Mai: Karl Friedrich Wilhelm von Weise, deutscher Beamter und Politiker († 1851)
- 16. Mai: Daniel Kraft, deutscher Landwirt, Bürgermeister und Politiker († 1845)
- 19. Mai: Pepita Tudó, Geliebte Manuel de Godoys, des ersten Minister unter Karl IV. von Spanien († 1869)
- 01. Juni: Christoph Johann Jakob Arnold, deutscher Architekt († 1844)
- 03. Juni: Marie von Clausewitz, Ehefrau des preußischen Generals und Militärtheoretikers Carl von Clausewitz († 1836)
- 07. Juni: Franz Joseph Freiherr von Arens, deutscher Jurist und Politiker († 1855)
- 11. Juni: Bernhard von Lindenau, sächsischer Astronom, Regierungschef und Kunstsammler († 1854)
- 16. Juni: Johann Baptist Bach, österreichischer Jurist († 1847)
- 16. Juni: Samuel D. Ingham, US-amerikanischer Politiker († 1860)
- 22. Juni: Wilhelm von Alvensleben, Domherr in Halberstadt, Eigentümer von mehreren Schlösser und einer der größten Grundbesitzer im sächsischen Raum († 1838)
- 23. Juni: Johann Baptist Schiedermayr, deutscher Komponist und Kirchenmusiker († 1840)
- 28. Juni: Daniel Elliott Huger, US-amerikanischer Politiker († 1854)
- 29. Juni: Rudolf von Salis-Zizers, Schweizer Offizier († 1840)
- 30. Juni: Adam Heinrich Müller, deutscher Philosoph und Staatstheoretiker († 1829)
- 30. Juni: Daniel Steinmann, Schweizer Kaufmann und Politiker († 1839)

### Drittes Quartal
- 04. Juli: Heinrich Arnold Huyssen, deutscher Industrieller und Politiker († 1870)
- 13. Juli: William Hedley, englischer Grubendirektor († 1843)
- 15. Juli: Samuel Bleichröder, deutscher Bankier († 1855)
- 17. Juli: José Bernardo de Tagle Portocarrero, von 1823 bis 1824 Präsident Perus († 1825)
- 18. Juli: Gottlob König, deutscher Forstwissenschaftler († 1849)
- 18. Juli: Christian Gottlob Hammer, deutscher Landschaftsmaler und Kupferstecher († 1864)
- 20. Juli: Ignaz Schuster, österreichischer Schauspieler und Komponist († 1835)
- 22. Juli: Edward Lloyd, US-amerikanischer Politiker († 1834)
- 01. August: Karl Otto Ludwig von Arnim, deutscher Schriftsteller († 1861)
- 01. August: Francis Scott Key, US-amerikanischer Rechtsanwalt und Amateurdichter († 1843)
- 01. August: Lorenz Oken, badischer Naturgeschichtler und Naturwissenschaftler († 1851)
- 06. August: Henry Moore Ridgely, US-amerikanischer Politiker († 1847)
- 07. August: Louis de Freycinet, französischer Entdecker († 1842)
- 07. August: Carl Ritter, preußischer Begründer der wissenschaftlichen Geographie († 1859)

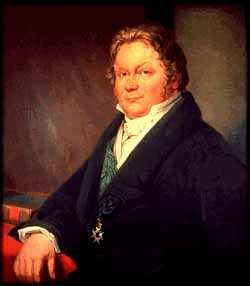
Jöns Jakob Berzelius

- 15. August: Joseph Widmer, Schweizer römisch-katholischer Theologe und Hochschullehrer († 1844)
- 20. August: Jöns Jakob Berzelius, schwedischer Chemiker († 1848)
- 21. August: Friedrich Ludwig Escher, Schweizer Plantagenbesitzer und Sklavenhalter († 1845)
- 22. August: Johann Gottlieb Kreyßig, deutscher Pädagoge und Philologe († 1854)
- 24. August: Dietrich Georg von Kieser, deutscher Mediziner und Psychiater († 1862)
- 28. August: Antoinette Ernestine Amalie, Prinzessin von Sachsen-Coburg-Saalfeld († 1824)
- 31. August: Anton Viktor Joseph Johann Raimund, Erzherzog von Österreich († 1835)
- 04. September: Ernst von Bernuth, deutscher Jurist († 1847)
- 05. September: Franz von Sonnenberg, deutscher Dichter († 1805)
- 08. September: Mustafa IV., osmanischer Sultan († 1808)
- 10. September: Louis Alexandre Piccinni, französischer Komponist († 1850)
- 14. September: Karl Friedrich Gottlob Wetzel, deutscher Schriftsteller der Romantik († 1819)
- 17. September: John Campbell, 1. Baron Campbell, britischer Politiker und Jurist († 1861)
- 18. September: Ludolph Christian Treviranus, deutscher Botaniker († 1864)
- 19. September: Valentin Sibbern, norwegischer Offizier und Politiker († 1853)
- 19. September: August von Preußen, preußischer Prinz und General († 1843)
- 21. September: Hermann Wedel-Jarlsberg, norwegischer Politiker († 1840)
- 26. September: Abraham Constantin Mouradgea d’Ohsson, französisch-armenischer Mongolist († 1851)
- 29. September: Frederik Meltzer, norwegischer Kaufmann und Politiker († 1855)

### Viertes Quartal
- 04. Oktober: Pamphile Léopold François Aimon, französischer Komponist († 1866)
- 06. Oktober: Nathan Appleton, US-amerikanischer Politiker († 1861)
- 06. Oktober: Franz IV., österreichischer Erzherzog, Herzog von Modena und Reggio († 1846)
- 10. Oktober: Magnus Björnstjerna, schwedischer General, Diplomat und Schriftsteller († 1847)
- 18. Oktober: Karl Joseph Aloys Agricola, Miniaturmaler und Kupferstecher († 1852)
- 04. November: Gustav Adolf Ferdinand Heinrich Leo, deutscher Beamter († 1840)0
- 05. November: Washington Allston, US-amerikanischer Maler und Dichter († 1843)
- 14. November: Adam Oehlenschläger, dänischer Nationaldichter der Romantik († 1850)
- 20. November: Franz Haniel, deutscher Unternehmer († 1868)
- 22. November: Toussaint von Charpentier, deutscher Geologe und Entomologe († 1847)
- 27. November: Aimé Marie Gaspard de Clermont-Tonnerre, französischer General und Minister († 1865)
- 02. Dezember: Pjotr Iwanowitsch Turtschaninow, russischer Komponist († 1856)
- 05. Dezember: John Sergeant, US-amerikanischer Politiker († 1852)
- 12. Dezember oder 13. Dezember: Sophie Barat, französische Gründerin des katholischen Frauenordens der Sacré-Cœur-Schwestern († 1865)
- 17. Dezember: Fanny Tarnow, deutsche Schriftstellerin († 1862)

### Genaues Geburtsdatum unbekannt
- Johannes Bückler, genannt Schinderhannes, berüchtigter Serienstraftäter († 1803)
- Andrei Iwanowitsch Gortschakow, russischer General († 1855)
- José María Gruesso, kolumbianischer Lyriker († 1835)
- George Poindexter, US-amerikanischer Politiker († 1853)

## Gestorben

### Erstes Halbjahr
- 03. Januar: Claude Bourgelat, französischer Tiermediziner und Autor, Gründer der ersten tiermedizinischen Schule (* 1712)
- 06. Januar: Alexander Georg von Humboldt, preußischer Offizier und Unternehmer, Vater von Wilhelm und Alexander Humboldt (* 1720)
- 20. Januar: Johannes Burman, niederländischer Arzt und Botaniker (* 1706)
- 20. Januar: David Garrick, britischer Schauspieler (* 1717)
- 21. Januar: Christoph Traugott Delius, deutscher Bergbauwissenschaftler (* 1728)
- 26. Januar: Thomas Hudson, britischer Porträtmaler und Kunstsammler (* 1701)
- 28. Januar: Joseph Franz Xaver von Hoppenbichl, deutscher katholischer Geistlicher und Ökonom (* 1721)
- 03. Februar: Louis de Jaucourt, französischer Schriftsteller (* 1704)
- 12. Februar: Henrik Filip Johnsen, schwedischer Komponist (* 1717)

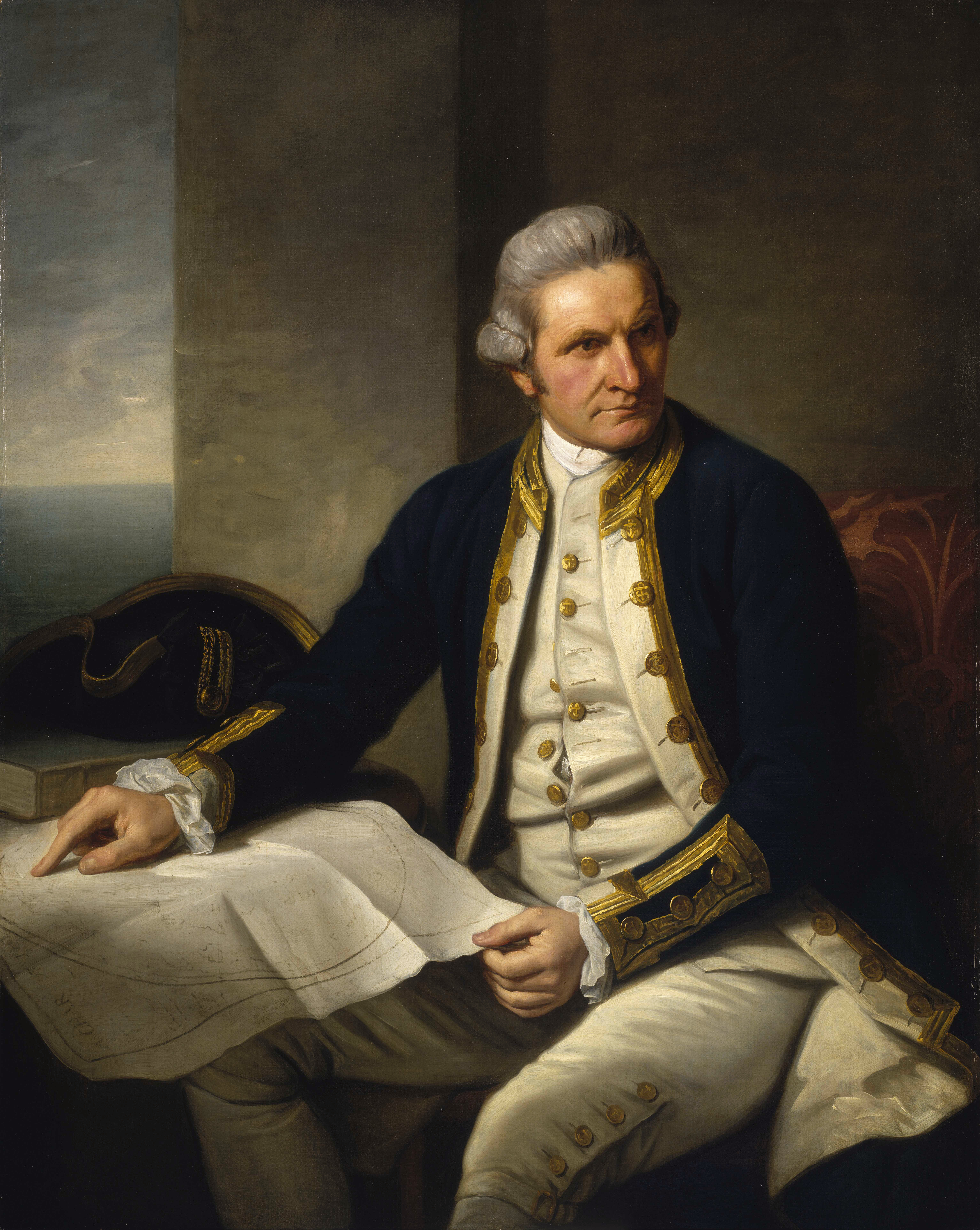
James Cook, 1776

- 14. Februar: James Cook, britischer Entdecker und Seefahrer (* 1728)
- 18. Februar: Adam Friedrich von Seinsheim, Fürstbischof von Bamberg (* 1708)
- 23. Februar: Carl Julius Wilda, preußischer Jurist (* 1710)
- 24. Februar: Paul Daniel Longolius, sächsischer Redakteur (* 1704)
- 27. Februar: Johann Georg Sulzer, deutscher Philosoph (* 1720)
- 02. März: Karim Khan-e Zand, Herrscher von Persien (* um 1705)
- 04. März: Heinrich Leopold Wagner, deutscher Schriftsteller (* 1747)
- 13. März: Roman Benedikt Nollet, in der Region Trier, in Luxemburg und im Saarland tätiger Orgelbauer (* 1710)
- 28. März: Woldemar Salomo Hausdorf, deutscher evangelischer Theologe (* 1731)
- 06. April: Louis-Henri Fourgeoud, Schweizer Offizier in fremden Diensten (* 1717)
- 06. April: Tommaso Traetta, italienischer Komponist (* 1727)
- 07. April: Hilaire Marin Rouelle, französischer Chemiker (* 1718)
- 09. April: Antonio María de Bucareli y Ursúa, spanischer Offizier, Kolonialverwalter und Vizekönig von Neuspanien (* 1717)
- 10. April: Grigori Nikolajewitsch Teplow, russischer Komponist (* 1717)
- 23. April: Friedrich Samuel Zickler, deutscher lutherischer Theologe (* 1721)
- 26. April: Eleazar de Mauvillon, deutsch-französischer Schriftsteller, Historiker und Hochschullehrer (* 1712)
- 11. Mai: John Hart, Delegierter für New Jersey im Kontinentalkongress (* um 1713)
- 12. Mai: Joseph Angerer, österreichischer Bildhauer (* 1735)
- 13. Mai: Heinrich XXIV., Graf Reuß zu Ebersdorf (* 1724)
- 16. Mai: Johann Paul Reinhard, deutscher Hochschullehrer und Historiker (* 1722)
- 21. Mai: Johann Evangelist Feyrstein, österreichischer Orgelbauer (* 1735)
- 30. Mai: Johann Friedrich Hahn, deutscher Lyriker (* 1753)
- 16. Juni: Francis Bernard, 1. Baronet, Gouverneur der Province of Massachusetts Bay (* 1712)
- 21. Juni: Hermann Werner Franziskus Gottlieb Freiherr von der Asseburg zu Hinnenburg, Kurkölnischer Premierminister (* 1702)
- 23. Juni: Michael Sehul, äthiopischer Adeliger, Gouverneur von Tigray (* um 1691)
- 29. Juni: Anton Raphael Mengs, deutscher Maler (* 1728)

### Zweites Halbjahr
- 14. Juli: Anton Römer, österreichischer Orgelbauer (* 1724)
- 14. Juli: George Ross, Delegierter von Pennsylvania im Kontinentalkongress (* 1730)
- 21. Juli: Michael Adelbulner, deutscher Mathematiker, Physiker und Astronom (* 1702)
- 26. Juli: Friedrich Wilhelm Adolph Biefer, deutscher Pietist (* 1706)
- 22. August: Abol Fath Khan Zand, Schah der Zand-Dynastie (* um 1755)
- 22. August: Charles Clerke, britischer Seefahrer und Entdecker (* 1741)
- 24. August: Christian Friedrich Herold, deutscher Porzellanmaler (* 1700)
- 05. September: Edward Biddle, Delegierter von Pennsylvania im Kontinentalkongress (* 1738)
- 07. September: John Armstrong, schottischer Arzt und Dichter (* 1709)
- 30. September: Diego José Abad, spanischer Jesuit, Schriftsteller, Pädagoge und Humanist (* 1727)
- 09. Oktober: Johann Georg Dirr, bayrischer Stuckateur und Bildhauer (* 1723)
- 11. Oktober: Kazimierz Pułaski, Anführer der Konföderation von Bar in Polen und General im Amerikanischen Unabhängigkeitskrieg (* 1745)
- 18. Oktober: Leonard Offerhaus, deutscher Historiker in den Niederlanden (* 1699)
- 23. Oktober: Franz Fridolin Weber, deutscher Bassist, Souffleur und Notenkopist (* 1733)
- 10. November: Joseph Hewes, Delegierter von North Carolina im Kontinentalkongress (* 1730)
- 12. November: Helfrich Peter Sturz, deutscher Schriftsteller der Aufklärung (* 1736)
- 13. November: Thomas Chippendale, englischer Möbeldesigner (* 1718)
- 16. November: Robert Maxwell, 1. Earl of Farnham, irischer Politiker und Peer
- 25. November: François Dom Bédos de Celles, französischer Benediktiner, Orgelbauer, Gutachter und Schriftsteller (* 1709)
- 27. November: Gioacchino Martorana, sizilianischer Maler (* 1736)
- 27. November: Wacław Rzewuski, polnischer Militärführer und Staatsmann (* 1706)
- 28. November: Wilhelm Sebastian von Belling, preußischer Husarengeneral (* 1719)
- 30. November: Jérémie Pauzié, Genfer Juwelier (* 1716)
- 05. Dezember: Herman Antonín Jelínek, böhmischer Komponist und Violinvirtuose (* 1709)
- 06. Dezember: Jean Siméon Chardin, französischer Maler (* 1699)
- 11. Dezember: Alessandro Albani, katholischer Kardinal (* 1692)
- 16. Dezember: Go-Momozono, Kaiser von Japan (* 1758)
- 20. Dezember: Johann Philipp Burckhard Asbrand, deutscher Theologe (* 1722)
- 23. Dezember: Franciscus Volckland, deutscher Orgelbauer (* 1696)

### Genaues Todesdatum unbekannt
- Louis-Roch-Antoine-Charles Arnauld, französischer Autor und Enzyklopädist (* 1703)